# Eleições europeias de 2014 no Seixal

## Resultados Oficiais
| Partido                 | Partido                               | Votos   | %               | +/-  |
| ----------------------- | ------------------------------------- | ------- | --------------- | ---- |
|                         | Partido Socialista                    | 13 505  | 28,35 / 100,00  | 3,77 |
|                         | Coligação Democrática Unitária        | 13 350  | 28,03 / 100,00  | 3,38 |
|                         | Aliança Portugal                      | 6 665   | 13,99 / 100,00  | 8,91 |
|                         | Partido da Terra                      | 3 266   | 6,86 / 100,00   | 6,24 |
|                         | Bloco de Esquerda                     | 2 863   | 6,01 / 100,00   | 8,59 |
|                         | LIVRE                                 | 1 137   | 2,39 / 100,00   | Novo |
|                         | Partido pelos Animais e pela Natureza | 1 033   | 2,17 / 100,00   | Novo |
|                         | PCTP/MRPP                             | 949     | 1,99 / 100,00   | 0,45 |
|                         | Outros                                | 1 480   | 3,11 / 100,00   |      |
| Votos Inválidos         | Votos Inválidos                       | 3 386   | 7,11 / 100,00   | 0,28 |
| Total                   | Total                                 | 47 634  | 100,00 / 100,00 |      |
| Eleitorado/Participação | Eleitorado/Participação               | 133 870 | 35,58 / 100,00  | 2,15 |

## Resultados por Freguesia
Os resultados seguintes referem-se aos partidos que obtiveram mais de 1,00% dos votos:
| Freguesia                                | %     | %     | %     | %    | %    | %    | %    | %    | Votantes |
| Freguesia                                | PS    | CDU   | AP    | MPT  | BE   | L    | PAN  | PCTP | Votantes |
| ---------------------------------------- | ----- | ----- | ----- | ---- | ---- | ---- | ---- | ---- | -------- |
| Amora                                    | 30,38 | 27,16 | 14,37 | 6,35 | 5,79 | 2,15 | 2,14 | 2,07 | 14 129   |
| Corroios                                 | 28,67 | 24,06 | 15,63 | 7,59 | 6,42 | 2,85 | 2,48 | 1,71 | 14 835   |
| Fernão Ferro                             | 30,25 | 20,64 | 18,27 | 7,76 | 6,18 | 2,03 | 1,95 | 1,78 | 5 325    |
| Seixal, Arrentela e Aldeia de Paio Pires | 25,10 | 36,30 | 10,06 | 6,22 | 5,72 | 2,26 | 1,93 | 2,31 | 13 345   |
| Seixal                                   | 28,35 | 28,03 | 13,99 | 6,86 | 6,01 | 2,39 | 2,17 | 1,99 | 47 634   |

#### Amora
| Partido                 | Partido                               | Votos  | %               | +/-  |
| ----------------------- | ------------------------------------- | ------ | --------------- | ---- |
|                         | Partido Socialista                    | 4 292  | 30,38 / 100,00  | 5,25 |
|                         | Coligação Democrática Unitária        | 3 837  | 27,16 / 100,00  | 3,14 |
|                         | Aliança Portugal                      | 2 030  | 14,37 / 100,00  | 8,72 |
|                         | Partido da Terra                      | 897    | 6,35 / 100,00   | 5,76 |
|                         | Bloco de Esquerda                     | 818    | 5,79 / 100,00   | 8,85 |
|                         | LIVRE                                 | 304    | 2,15 / 100,00   | Novo |
|                         | Partido pelos Animais e pela Natureza | 303    | 2,14 / 100,00   | Novo |
|                         | PCTP/MRPP                             | 293    | 2,07 / 100,00   | 0,67 |
|                         | Outros                                | 418    | 2,94 / 100,00   |      |
| Votos Inválidos         | Votos Inválidos                       | 937    | 6,63 / 100,00   | 0,86 |
| Total                   | Total                                 | 14 129 | 100,00 / 100,00 |      |
| Eleitorado/Participação | Eleitorado/Participação               | 41 589 | 33,97 / 100,00  | 1,70 |

#### Corroios
| Partido                 | Partido                               | Votos  | %               | +/-  |
| ----------------------- | ------------------------------------- | ------ | --------------- | ---- |
|                         | Partido Socialista                    | 4 253  | 28,67 / 100,00  | 3,41 |
|                         | Coligação Democrática Unitária        | 3 570  | 24,06 / 100,00  | 4,19 |
|                         | Aliança Portugal                      | 2 319  | 15,63 / 100,00  | 9,52 |
|                         | Partido da Terra                      | 1 126  | 7,59 / 100,00   | 7,02 |
|                         | Bloco de Esquerda                     | 952    | 6,42 / 100,00   | 9,64 |
|                         | LIVRE                                 | 423    | 2,85 / 100,00   | Novo |
|                         | Partido pelos Animais e pela Natureza | 368    | 2,48 / 100,00   | Novo |
|                         | PCTP/MRPP                             | 253    | 1,71 / 100,00   | 0,34 |
|                         | Outros                                | 450    | 3,03 / 100,00   |      |
| Votos Inválidos         | Votos Inválidos                       | 1 121  | 7,56 / 100,00   | 0,05 |
| Total                   | Total                                 | 14 835 | 100,00 / 100,00 |      |
| Eleitorado/Participação | Eleitorado/Participação               | 40 809 | 36,35 / 100,00  | 3,01 |

#### Fernão Ferro
| Partido                 | Partido                               | Votos  | %               | +/-   |
| ----------------------- | ------------------------------------- | ------ | --------------- | ----- |
|                         | Partido Socialista                    | 1 611  | 30,25 / 100,00  | 3,70  |
|                         | Coligação Democrática Unitária        | 1 099  | 20,64 / 100,00  | 2,94  |
|                         | Aliança Portugal                      | 973    | 18,27 / 100,00  | 10,08 |
|                         | Partido da Terra                      | 413    | 7,76 / 100,00   | 7,05  |
|                         | Bloco de Esquerda                     | 329    | 6,18 / 100,00   | 7,69  |
|                         | LIVRE                                 | 108    | 2,03 / 100,00   | Novo  |
|                         | Partido pelos Animais e pela Natureza | 104    | 1,95 / 100,00   | Novo  |
|                         | PCTP/MRPP                             | 95     | 1,78 / 100,00   | 0,37  |
|                         | Outros                                | 213    | 4,00 / 100,00   |       |
| Votos Inválidos         | Votos Inválidos                       | 380    | 7,14 / 100,00   | 0,81  |
| Total                   | Total                                 | 5 325  | 100,00 / 100,00 |       |
| Eleitorado/Participação | Eleitorado/Participação               | 13 572 | 39,24 / 100,00  | 3,75  |

#### Seixal, Arrentela e Aldeia de Paio Pires
| Partido                 | Partido                               | Votos  | %               |
| ----------------------- | ------------------------------------- | ------ | --------------- |
|                         | Coligação Democrática Unitária        | 4 844  | 36,30 / 100,00  |
|                         | Partido Socialista                    | 3 349  | 25,10 / 100,00  |
|                         | Aliança Portugal                      | 1 343  | 10,06 / 100,00  |
|                         | Partido da Terra                      | 830    | 6,22 / 100,00   |
|                         | Bloco de Esquerda                     | 764    | 5,72 / 100,00   |
|                         | PCTP/MRPP                             | 308    | 2,31 / 100,00   |
|                         | LIVRE                                 | 302    | 2,26 / 100,00   |
|                         | Partido pelos Animais e pela Natureza | 258    | 1,93 / 100,00   |
|                         | Outros                                | 399    | 2,98 / 100,00   |
| Votos Inválidos         | Votos Inválidos                       | 948    | 7,10 / 100,00   |
| Total                   | Total                                 | 13 345 | 100,00 / 100,00 |
| Eleitorado/Participação | Eleitorado/Participação               | 37 900 | 35,21 / 100,00  |